# Bożena Kamińska
Bożena Kamińska z domu Pawłowska (ur. 27 sierpnia 1965 w Gołdapi) – polska urzędniczka samorządowa, działaczka kulturalna, instruktorka harcerska, posłanka na Sejm VII i VIII kadencji.

## Życiorys
W 1999 ukończyła studia magisterskie w zakresie marketingu w Wyższej Szkole Finansów i Zarządzania w Białymstoku, zaś w 2001 studia podyplomowe z pedagogiki w Centrum Doskonalenia Nauczycieli „Ares”. Odbyła także studia doktoranckie z ekonomii w Szkole Głównej Handlowej w Warszawie, ukończone w 2006. W 2009 ukończyła studia podyplomowe z zakresu zarządzania kulturą w strukturach UE w Polskiej Akademii Nauk.
W latach 1987–2009 zawodowo związana z suwalskim oddziałem Międzynarodowego Stowarzyszenia na rzecz Rozwoju Społecznego. W latach 2000–2012 była dyrektorem Młodzieżowego Domu Kultury w Suwałkach, następnie została dyrektorem nowo powołanego Suwalskiego Ośrodka Kultury. W 2011 objęła funkcję przewodniczącej rady społecznej miejskiego szpitala. Zaangażowana w działalność kulturalną, m.in. jako koordynator i dyrektor Festiwalu Piosenki i Tańca „Muszelki Wigier”.
Działaczka Chorągwi Białostockiej ZHP, weszła w skład władza naczelnych Związku Harcerstwa Polskiego. W latach 2005–2007 była członkinią Głównej Kwatery ZHP. Następnie w latach 2007–2009 zasiadała w Radzie Naczelnej ZHP, a w latach 2009–2013 była członkinią Centralnej Komisji Rewizyjnej ZHP (w latach 2009–2011 pełniła funkcję jej przewodniczącej). Uzyskała stopień harcmistrzyni.
Przystąpiła do Platformy Obywatelskiej. W wyborach w 2010 bez powodzenia kandydowała do sejmiku podlaskiego. Rok później z listy PO wystartowała w wyborach parlamentarnych. Uzyskała mandat poselski, otrzymując 10 019 głosów w okręgu podlaskim. Objęła funkcję przewodniczącej Parlamentarnego Zespołu Przyjaciół Harcerstwa. W wyborach w 2014 kandydowała na prezydenta Suwałk, zajmując 3. miejsce spośród 5 kandydatów (otrzymała niespełna 18% głosów).
W 2015 z powodzeniem ubiegała się o poselską reelekcję (dostała 9826 głosów). W Sejmie VIII kadencji została członkinią Komisji Łączności z Polakami za Granicą oraz Komisji Obrony Narodowej. W wyborach do Parlamentu Europejskiego w 2019 bezskutecznie ubiegała się o mandat europosłanki z listy Koalicji Europejskiej jako reprezentantka PO. W wyborach krajowych w tym samym roku nie została ponownie wybrana do Sejmu. W 2024 bez powodzenia kandydowała na radną miejską w Suwałkach z ramienia własnego komitetu.